# Ulica Lutomierska w Łodzi
Ulica Lutomierska w Łodzi ma około 2,4 kilometra długości, biegnie od ul. Zgierskiej (przy pl. Kościelnym) do skrzyżowania al. Włókniarzy i ul. Wielkopolskiej.

## Historia
Nazwa ulicy jest pozostałością układu komunikacyjnego okolic Łodzi przedprzemysłowej. Droga z Łodzi do Lutomierska wiodła niegdyś w pobliżu dzisiejszej ulicy Lutomierskiej – zniekształconym reliktem tego traktu jest dzisiejsza ul. Wrześnieńska. Po regulacji w pierwszej poł. XIX w. ul. Lutomierska została wytyczona na nowo w dzisiejszym przebiegu, zaś funkcję traktu do Lutomierska przejęła ul. Konstantynowska (dziś ul. Legionów).
W czasie okupacji niemieckiej podczas II wojny światowej używano nazwy Hamburger Strasse. Na części ulicy włączonej przez niemieckich okupantów do łódzkiego getta mieściły się przy Lutomierskiej 11: Wydział Gospodarczy (zajmujący się uprawą parcel i wywózką nieczystości), Urząd Pracy, Wydział Mieszkaniowy, oraz kuchnia dla urzędników, a przy ul. Lutomierskiej 13 był Sąd dla Nieletnich oraz biura i koszary żydowskiej straży pożarnej. 

## Numeracja i kody pocztowe
- Numery parzyste: 2/6 – 166
- Numery nieparzyste: 1 – 131
- Kody pocztowe: 91-058 (2-12, 1-15); 91-004 (14-86); 91-048 (88-112, 43-71); 91-013 (114-138); 91-043 (140); 91-041 (142-146, 115-119); 91-037 (148-156, 121-123); 91-035 (158-d.k., 125-d.k.); 91-056 (17-21); 91-054 (23-41); 91-046 (73-113)

## Ważniejsze obiekty
- nr 108/112 – Komenda Wojewódzka Policji w Łodzi

## Komunikacja miejska
Ulicą Lutomierską przebiegają następujące linie MPK Łódź:

### Autobusy dzienne
- 65A, 65B (na odcinku Zachodnia – gen. Tadeusza Kutrzeby)
- 78 (na odcinku al. Włókniarzy – Klonowa)
- 87A, 87B (na odcinku al. Włókniarzy – Klonowa)
- 96 (na odcinku Zachodnia – al. Włókniarzy)

### Autobusy nocne
- N1A, N1B (na odcinku Zachodnia – Klonowa)